# Chang Pogo
Chang Pogo (kor. 장보고 zm. 846 r.) – generał wojsk koreańskiego państwa Shilla. Stopień generalski uzyskał w Chinach, służąc w armii władców z dynastii Tang. Po powrocie do kraju stworzył specjalny liczący 10 000 osób garnizon przeznaczony do walki z piratami.
W przeciągu dwóch lat ukrócił działalność piratów na Morzu Żółtym. Następnie prowadził handel morski z Chinami i Japonia. W 839 r. poparł jednego z pretendentów do tronu króla Shinmu. Za poparcie zażądał aby pretendent do tronu ożenił się z jego córką, na co jednak nie zgodził się dwór, który obawiał się rosnących wpływów generała. Wraz z zabójstwem generała państwo utraciło przewagę na morzu.